# Petalium globulum
Petalium globulum är en skalbaggsart som beskrevs av Ford 1973. Petalium globulum ingår i släktet Petalium och familjen trägnagare. Inga underarter finns listade i Catalogue of Life.